# Edward VI của Anh
Edward VI của Anh (tiếng Anh: Edward VI of England; tiếng Pháp: Édouar VI d'Angleterre; tiếng Tây Ban Nha: Eduardo VI de Inglaterra; 12 tháng 10 năm 1537 – 6 tháng 7 năm 1553) là Quốc vương của Vương quốc Anh và Ireland từ ngày 28 tháng 1 năm 1547 đến khi băng hà. Đăng quang ngày 20 tháng 2 năm 1547 sau khi cha là Henry VIII của Anh qua đời, lúc ấy Edward mới 9 tuổi. Thời trị vì của Edward nổi bật với những vấn đề kinh tế và bất ổn xã hội, bùng nổ thành bạo động và các cuộc nổi dậy trong năm 1549. Một cuộc chiến với Vương quốc Scotland có những thành công ban đầu rồi kết thúc bằng việc triệt thoái quân đội khỏi Scotland và Boulogne-sur-Mer để có hòa bình.
Là con trai của Henry VIII với Jane Seymour, Edward là quân chủ thứ ba thuộc Triều đại Tudor và là nguyên thủ đầu tiên của nước Anh được trưởng dưỡng trong đức tin Kháng Cách. Suốt trong thời trị vì của Edward, chính sự của vương quốc được điều hành bởi Hội đồng Nhiếp chính bởi vì nhà vua chưa đến tuổi trưởng thành. Cậu của nhà vua, Edward Seymour, Công tước Somerset, lãnh đạo hội đồng trong giai đoạn đầu (1547-1549), kế đến là John Dudley, Bá tước Warwick, từ năm 1551 ông được tấn phong Công tước Northumberland (1550-1553).
Sự lột xác của Giáo hội Anh để trở thành một giáo hội Kháng Cách diễn ra trong giai đoạn này dưới sự lãnh đạo của Edward VI, người quan tâm đặc biệt đến các vấn đề tôn giáo. Trước đố, dù đã cắt đứt mối quan hệ giữa Giáo hội Anh với Rô-ma, Henry VIII chưa bao giờ cho phép bác bỏ thần học hoặc nghi lễ Công giáo. Song, dưới triều Edward, đức tin Kháng Cách lần đầu tiên được xác lập trên đất nước Anh với những cải cách như hủy bỏ quy định độc thân của hàng giáo phẩm, bãi bỏ lễ Misa, và buộc phải sử dụng Anh ngữ trong các thánh lễ. Kiến trúc sư chính của những quyết sách này là Thomas Cranmer, Tổng Giám mục Canterbury; ông cũng là tác giả Sách Cầu nguyện chung gồm những qui chuẩn về giáo nghi vẫn được Anh giáo sử dụng đến ngày nay.
Tháng 2 năm 1553, khi chỉ mới 15 tuổi, Edward lâm bệnh. Khi biết không thể qua khỏi, Edward và Hội đồng Nhiếp chính phác thảo một kế hoạch quy định quyền kế vị nhằm ngăn chặn việc đưa nước Anh trở lại với Công giáo. Edward chọn Lady Jane Grey, cháu họ của nhà vua, làm người kế vị, như vậy, nhà vua loại bỏ hai người chị cùng cha khác mẹ Mary và Elizabeth. Tuy nhiên, tranh chấp bùng phát ngay sau khi Edward băng hà, Jane phải thoái vị sau chín ngày, và Mary trở thành Nữ vương. Những cải cách của Edward, dù bị Mary đảo ngược khi lên ngôi, đã trở thành nền tảng cho Định chế Tôn giáo thời Elizabeth năm 1559.

## Thiếu thời

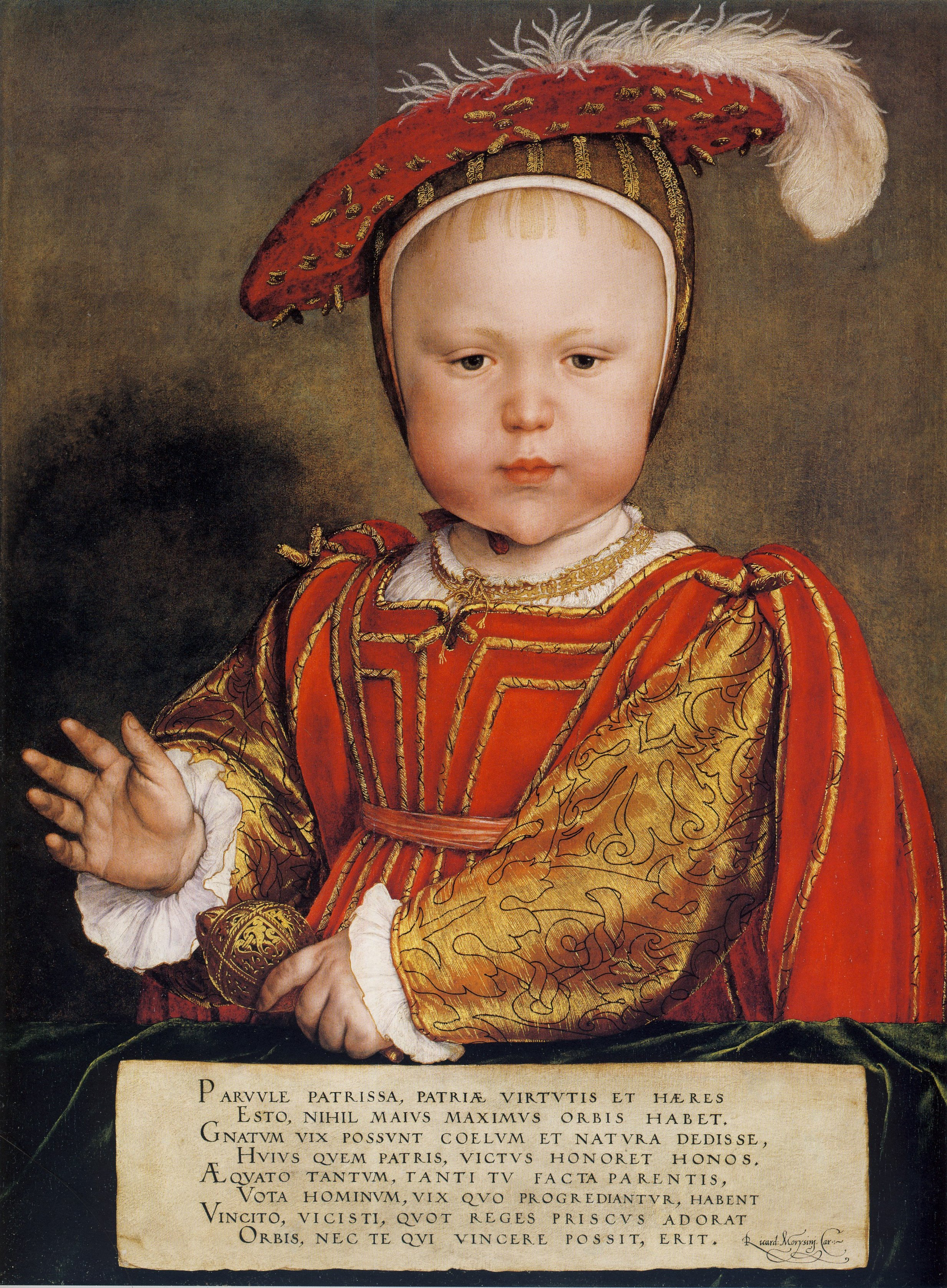
Vương tử Edward, năm 1539, tranh Hans Holbein.

Vương tử Edward chào đời ngày 12 tháng 10 năm 1537 tại phòng của mẹ bên trong Cung Hampton Court ở Middlesex. Cậu là con trai của Vua Henry VIII với Jane Seymour. Trên khắp đất nước, dân chúng đón mừng sự kiện Vương hậu hạ sinh một con trai để nối ngôi "mà họ hằng mong đợi", Bài thánh ca chúc tụng Te Deums vang lên trong các nhà thờ, và người dân đốt lửa ăn mừng. Jane, hồi phục mau chóng sau khi sinh, gởi thư thông báo sự ra đời của "một Vương tử, người được hoài thai trong cuộc hôn nhân hợp pháp nhất giữa Nhà vua với ta". Edward được rửa tội ngày 15 tháng 10, Lady Mary, chị cùng cha khác mẹ của cậu, là mẹ đỡ đầu, một người chị khác, Lady Elizabeth, mang bình dầu thánh, cậu bé được tấn phong Công tước Cornwall và Bá tước Chester. Song, đến ngày 23 tháng 10, Jane Seymour lâm bệnh do biến chứng hậu sản,và từ trần trong đêm sau. Henry VIII viết cho Francis I của Pháp rằng "Ơn thần hựu…đã pha trộn vào niềm vui của tôi với nỗi niềm cay đắng bởi cái chết của người phụ nữ đã mang niềm hạnh phúc này đến cho tôi".

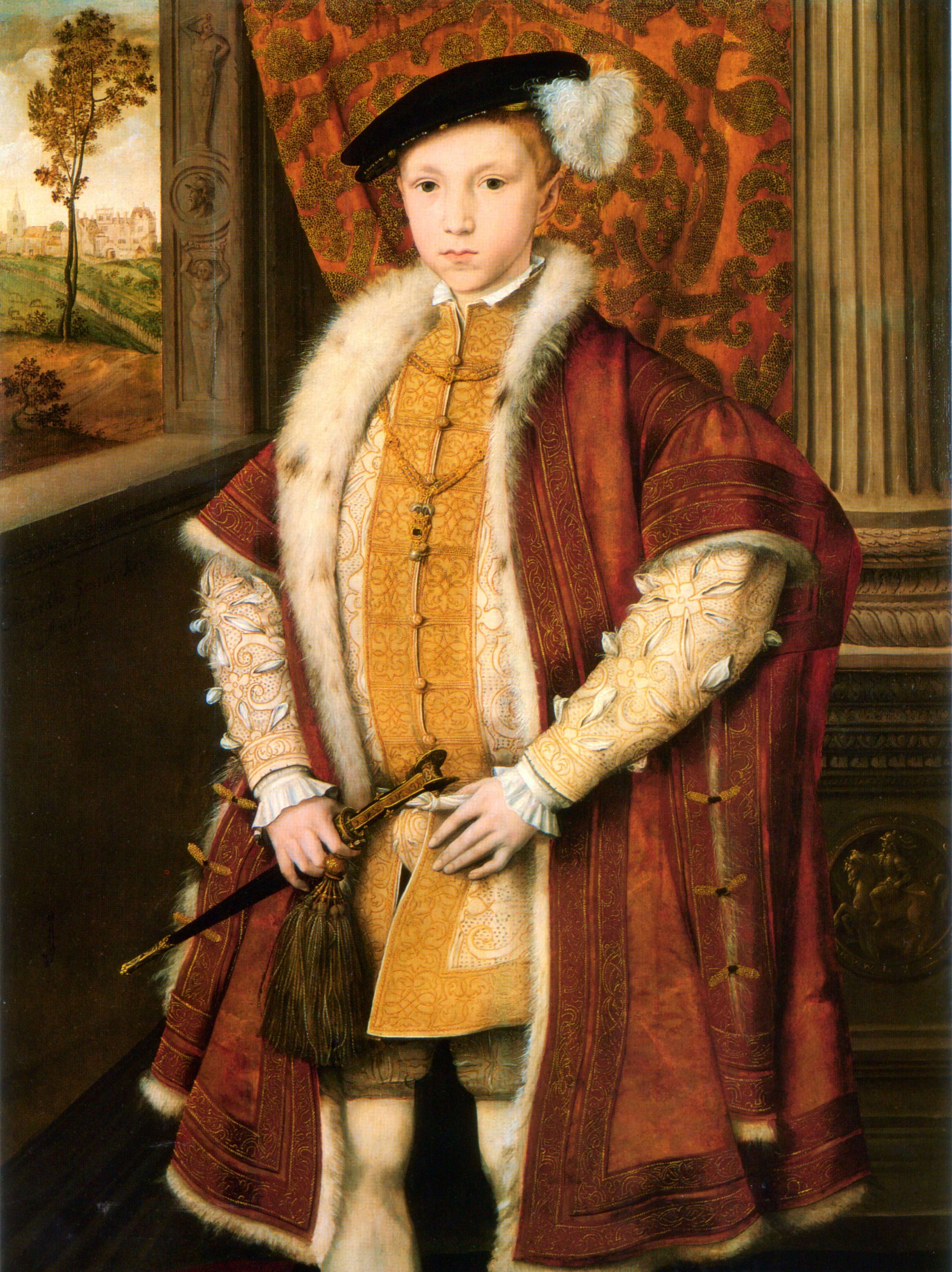
Vương tử Edward khi còn là Thân vương xứ Wales, khoảng năm 1546.

Edward là đứa bé khỏe mạnh. Cha cậu rất thỏa lòng vì cậu; tháng 5 năm 1538, người ta thấy Henry "đùa giỡn với đứa bé trên tay…rồi ẵm cậu đến cửa sổ cho dân chúng trông thấy". Tháng 9 năm ấy, quan Tể tướng, Thomas Lord Audley, báo cáo Edward chóng lớn và khỏe mạnh. Ngày nay các sử gia chứng minh rằng, trái với những gì người ta vẫn nghĩ, Edward không phải là cậu bé yếu đuối và bệnh tật. Lúc lên bốn, cậu bé mắc bệnh sốt rét nguy hiểm đến tính mạng, nhưng, dù đôi khi mắc bệnh và thị lực kém, nhìn chung Edward có sức khỏe tốt ngoại trừ sáu tháng cuối đời. Lúc đầu, Margaret Bryan chịu trách nhiệm chăm sóc Vương tử, kế đó là Blanche Herbert. Cho đến khi lên sáu, Edward được chăm sóc và lớn lên "ở giữa những phụ nữ", theo như chính ông thuật lại trong quyển Chronicle.
Vua Henry đòi hỏi những tiêu chuẩn cao về an ninh và vệ sinh trong cung, nhấn mạnh rằng Edward là "viên ngọc quý nhất của đất nước". Từ năm 6 tuổi, Edward bắt đầu học tập dưới sự giảng dạy của Richard Cox và John Cheke, tập trung vào việc "học các ngôn ngữ, Kinh Thánh, triết học, và các môn đại cương", cậu cũng được kèm cặp bởi các giáo tập của Elizabeth như Roger Ascham, và Jean Belmain, học tiếng Pháp, tiếng Tây Ban Nha, và tiếng Ý. Ngoài ra, cậu còn học địa lý và sử dụng các nhạc cụ như đàn lute và đàn virginals. Cậu cũng sưu tầm bản đồ và quả địa cầu, và phát triển kiến thức trong lĩnh vực tiền tệ. Edward hấp thụ một nền giáo dục thiên về tư tưởng cải cách. Tổng Giám mục Thomas Cranmer, nhà cải cách hàng đầu, định hướng cho những gì được truyền dạy cho Vương tử. Cả Cox và Cheke đều là những người Công giáo có khuynh hướng cải cách. Năm 1549, Edward viết một tiểu luận xem Giáo hoàng là kẻ chống Chúa (Antichrist), và viết chú thích cho các cuộc tranh luận thần học, mặc dù nhiều khía cạnh trong đời sống tôn giáo của Edward khi còn bé căn bản là Công giáo như dự lễ Misa, sùng bái ảnh tượng và thánh tích.
Cả hai người chị của Edward đều quan tâm đến cậu em, Elizabeth còn tự tay may cho cậu em trai một chiếc áo, Edward rất thích chị Mary dù không đồng ý với sở thích khiêu vũ của chị; "Em yêu chị nhất", Edward đã từng viết cho Mary như thế. Năm 1543, Vua Henry VIII mời các con đến dự Giáng sinh với ông, và tỏ dấu hiệu hòa giải với hai cô con gái ông đã xem là con ngoại hôn. Mùa xuân kế tiếp, qua Đạo luật Kế vị thứ ba, ông phục hồi quyền kế vị cho họ. Sự hòa hợp chưa từng có như thế phần lớn là do ảnh hưởng của người vợ mới của Henry, Catherine Parr, người mà Edward cũng rất yêu quý. Cậu gọi bà là "mẹ yêu dấu nhất", tháng 9 năm 1546, cậu viết cho bà, "Con nhận được quá nhiều từ mẹ đến nỗi tâm trí con không thể hiểu hết"

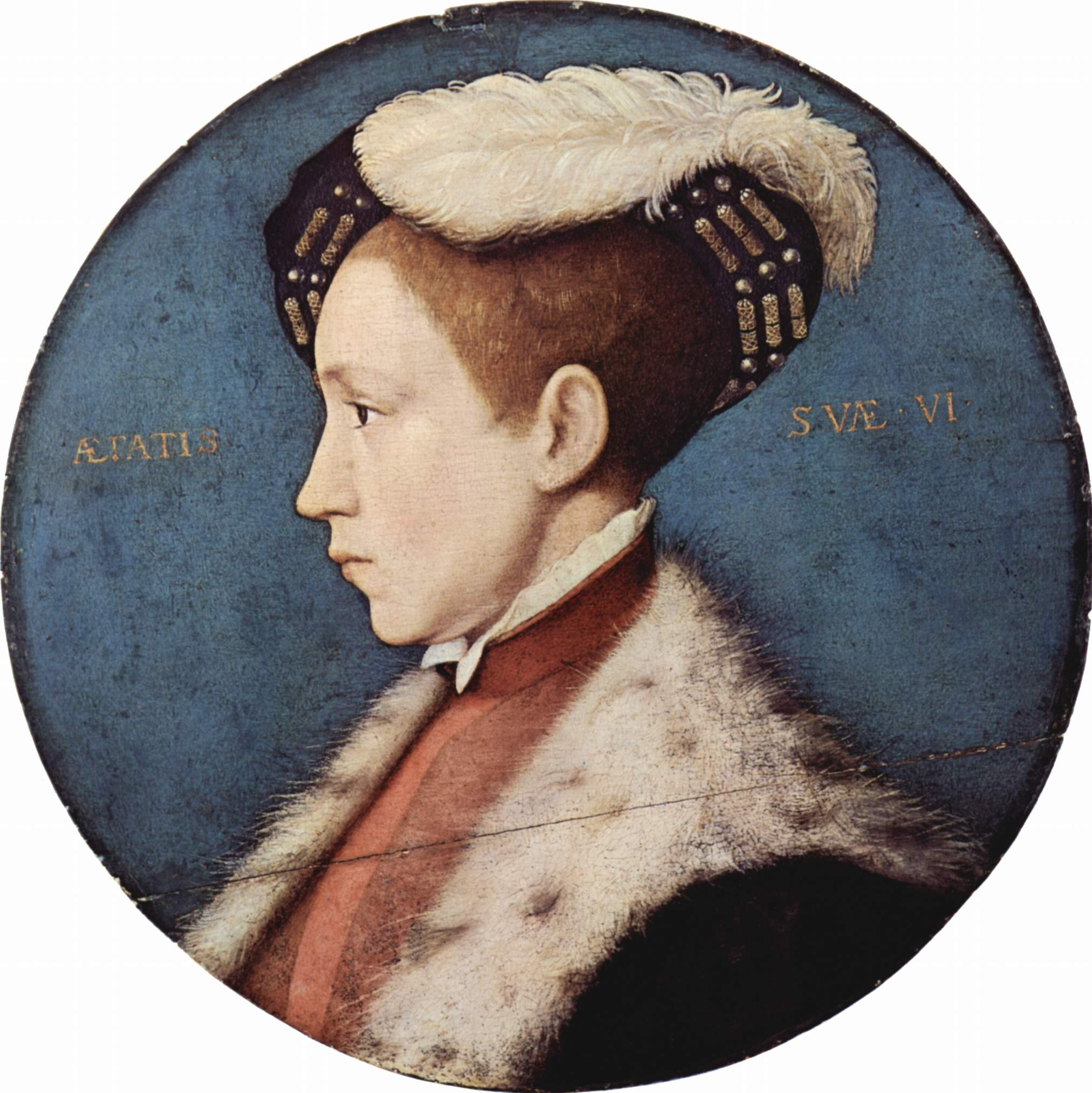
Chân dung Edward, c. 1543–46

Những đứa trẻ lớn lên cùng vui đùa với Edward có cháu của quan thị thần của Edward, Sir William Sidney, nhớ lại rằng Vương tử là "một đứa trẻ hết sức đáng yêu, dịu dàng và hào phóng". Edward cùng học với các con trai quý tộc được "chọn lựa để dự học cùng Vương tử" trong khung cảnh như một triều đình thu nhỏ. Trong số họ có Barnaby Fitzpatrick, con trai một nhà quý tộc Ireland, trở thành người bạn thân lâu năm với Edward. Vương tử tỏ ra chăm chỉ và thông minh hơn các bạn học, luôn được thúc đẩy bởi ý thức về "nghĩa vụ" và muốn ganh đua với sự thông tuệ của chị Elizabeth.
Ngày 1 tháng 7 năm 1543, Henry VIII ký Hòa ước Greenwich với người Scotland, đồng thời thiết lập hôn ước giữa Edward với Mary, Nữ vương của người Scots, lúc ấy mới bảy tháng tuổi. Sau khi bị đánh bại trong trận Solway Moss, người Scotland phải nhượng bộ, và Henry, muốn thống nhất hai lãnh thổ, yêu cầu họ giao Mary cho ông nuôi dưỡng trên đất Anh. Tháng 12 năm 1543, khi người Scotland bác bỏ hiệp ước và tái lập liên minh với Pháp, Henry giận dữ. Ông ra lệnh Edward Seymour, Bá tước Hertford (anh của Jane Seymour và là cậu Edward VI) xâm lăng Scotland và "đặt mọi vật trong lửa và gươm, thiêu đốt Edinburgh…bởi vì sự dối trá và bất trung của họ". Seymour thực hiện mệnh lệnh bằng một chiến dịch tàn bạo nhất người Anh từng tiến hành trên đất Scotland. Cuộc chiến tiếp diễn cho đến thời trị vì của Edward.

## Đăng quang
Ngày 10 tháng 1 năm 1547, cậu bé Edward chín tuổi viết từ Hertford cảm ơn cha và mẹ kế về quà tặng, những bức chân dung của họ. Đến ngày 28 tháng 1 năm 1547, Henry VIII băng hà. Các quan cận thần, dưới sự lãnh đạo của Edward Seymour và William Paget, đồng ý dời ngày công bố vua băng hà cho đến khi sắp xếp xong việc kế vị. Seymour và Sir Anthony Browne đón Edward từ Hertford đến Enfield, nơi Lady Elizabeth đang sống. Edward và Elizabeth được báo tin phụ vương băng hà và nghe đọc di chúc. Ngày 31 tháng 1, Tể tướng Thomas Wriothesley thông báo cho Quốc hội đồng thời tuyên bố Edward kế vị. Tân vương được rước đến Tháp Luân Đôn, được chào mừng với tiếng súng vang dội từ tòa tháp và từ những chiếc tàu. Ngày hôm sau, giới quý tộc đến Tháp Luân Đôn để bày tỏ sự thần phục đối với Edward, và Seymour được công bố là Lord Protector (tạm dịch là Bảo Quốc công). Ngày 16 tháng 2, Henry được an táng tại Windsor, bên cạnh Jane Seymour, theo ước nguyện của ông.
Bốn ngày sau, Chủ nhật ngày 20 tháng 2 năm 1547 Edward VI làm lễ đăng quang tại Điện Westminster. Nghi lễ được tổ chức ngắn gọn bởi vì "kéo dài lê thê sẽ khiến nhà vua mệt mỏi", cũng vì một số chi tiết bị hủy bỏ do không phù hợp với chuẩn mực cải cách. Thomas Cranmer khẳng định quyền tối thượng của nhà vua và gọi Edward là Josiah thứ hai (Josiah là Vua Judah từ năm 601-609 TCN, lên ngôi lúc tám tuổi, là người khởi phát cuộc phục hưng tôn giáo cho dân Do Thái), và kêu gọi tân vương tiếp tục cuộc cải cách cho Giáo hội Anh, để "giải phóng người dân khỏi sự chuyên chế của các Giám mục Rô-ma, và dời bỏ các ảnh tượng". Sau buổi lễ, Edward chủ tọa tiệc mừng tại Westminster Hall, như nhà vua kể lại trong Chronicle, ông ăn tối với vương miện trên đầu.

## Công tước Somerset

### Hội đồng Nhiếp chính

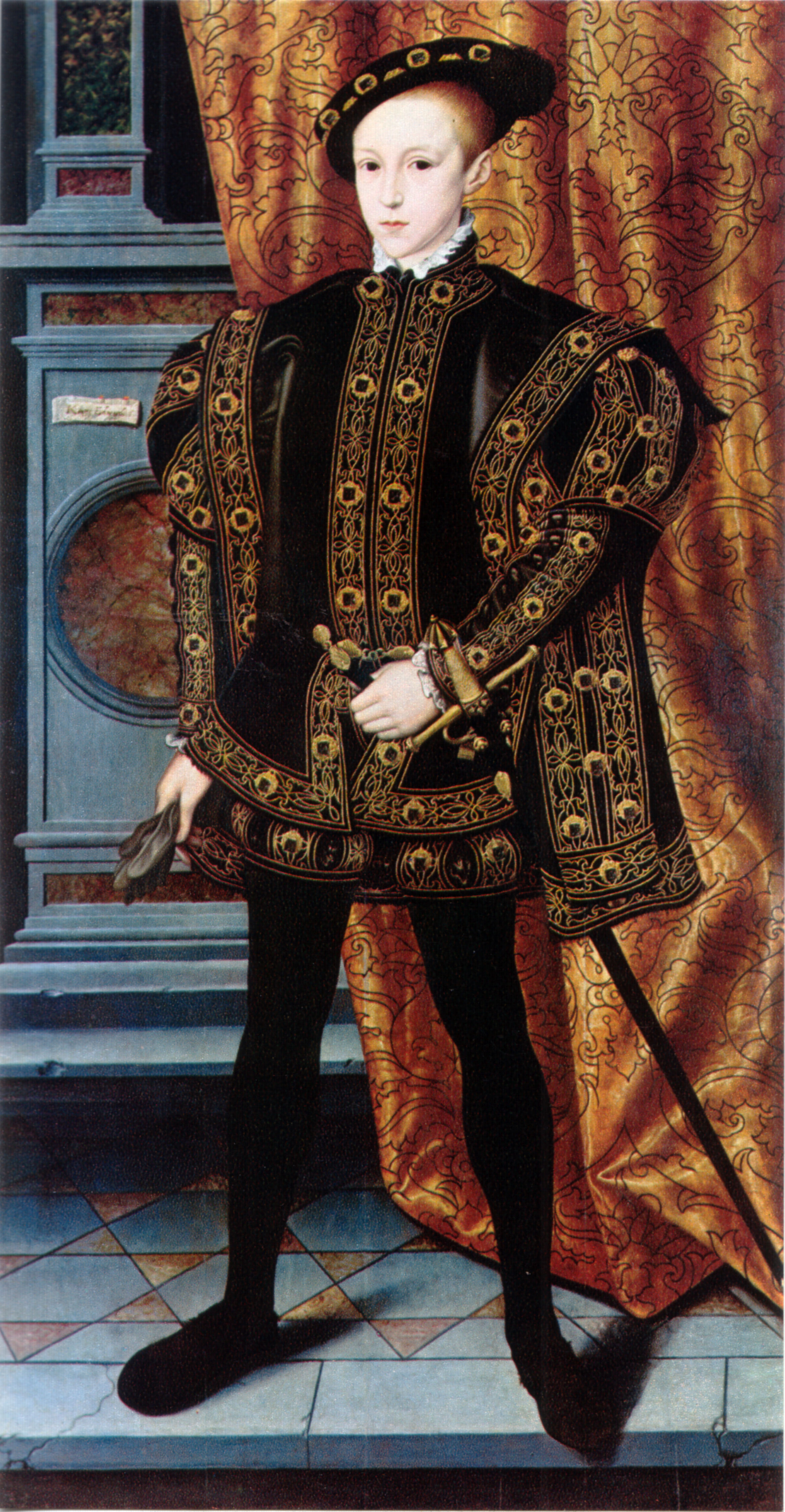
Vua Edward VI, thời điểm những năm 1550.

Vương hiệu của Vua Edward.

Di chúc của Henry VIII chỉ định mười sáu người hợp thành Hội đồng nhiếp chính cho Edward đến khi nhà vua đủ 18 tuổi. Di chúc này không đề cập đến việc bổ nhiệm một Bảo Quốc công, nhưng ấn định rằng Hội đồng hoạt động dựa trên quyết định của đa số, các thành viên đều bình đẳng và có trách nhiệm như nhau. Tuy nhiên, chỉ vài ngày sau khi Henry băng hà, ngày 4 tháng 2, các thành viên của Hội đồng đã chọn Edward Seymour và trao cho ông quyền lực đặc biệt. Mười ba thành viên (ba người vắng mặt) đồng ý bổ nhiệm Edward Seymour, Công tước Somerset, vào chức vụ Bảo Quốc công.
Đã có tiền lệ trong lịch sử nước Anh về sự bổ nhiệm này, hơn nữa, uy tín của Seymour đã được củng cố sau những thành công quân sự ở Scotland và Pháp. Tháng 3 năm 1547, ông được nhà vua ủy quyền bổ nhiệm các thành viên Hội đồng Cơ mật và nhờ họ tư vấn chỉ khi nào ông thấy cần. Theo sử gia G. R. Elton, "từ thời điểm ấy, hệ thống chuyên chế của ông được hoàn chỉnh". Seymour cai trị chủ yếu bằng sắc lệnh, công việc của Hội đồng Cơ mật chẳng có gì khác hơn là hợp thức hóa các quyết định của ông.
Tiến trình thâu tóm quyền lực của Somerset diễn ra êm thắm và hiệu quả. Sứ thần của Đế quốc La Mã thánh, Van der Delft, tường trình rằng Somerset "cai quản mọi sự cách độc đoán", với Paget là thư ký của ông, mặc dù đã tiên liệu những rắc rối có thể xảy ra từ John Dudley, Tử tước Lisle, vừa được tấn phong Bá tước Warwick. Trong những tuần lễ đầu sau khi nhậm chức, chỉ có Tể tướng Thomas Wriothesley thách thức quyền lực của Somerset. Wriothesley chống đối việc Somerset hành xử quyền lực vượt quá Hội đồng, sau đó ông bị bãi nhiệm với những cáo buộc về mua bán chức tước.

### Thomas Seymour
Somerset lâm vào tình huống khó xử hơn khi gặp sự chống đối từ em trai, Thomas Seymour. Somerset cố mua chuộc em trai bằng cách phong tước Bá, bổ nhiệm vào chức vụ Tư lệnh Hải quân, và một ghế trong Hội đồng Cơ mật – nhưng Thomas mưu tiếm quyền. Ông bảo nhà vua rằng Somerset kiểm soát tài chính quá chặt chẽ, khiến nhà vua giống như một "ông vua bần hàn". Ông cũng nài xin nhà vua bãi chức Bảo Quốc công và tự nắm quyền như những vua chúa khác; nhưng Edward, quen làm theo ý muốn của Hội đồng, không chịu cộng tác. Trong tháng 4, nhằm tìm kiếm sự ủng hộ của Edward, Thomas Seymour bí mật kết hôn với góa phụ của Henry VIII, Catherine Parr, người đang chăm sóc Lady Jane Grey 11 tuổi và Lady Elizabeth 13 tuổi.
Mùa hè năm 1548, Catherine Parr, đang mang thai, bắt gặp Thomas Seymour tán tỉnh Lady Elizabeth. Ngay sau đó, Elizabeth được chuyển đến nhà của Sir Anthony Denny. Tháng 9 năm ấy, Catherine Parr từ trần khi sinh con, Thomas Seymour vội vàng gởi thư cho Elizabeth xin cầu hôn, nhưng Elizabeth lưỡng lự. Tháng 1 năm 1549 Hội đồng ra lệnh bắt giữ Thomas Seymour dựa trên nhiều cáo buộc, trong đó có tội biển thủ. Ngày 20 tháng 3 năm 1549, Thomas Seymour bị xử chém đầu.

### Chiến tranh
Không ai có thể nghi ngờ tài năng quân sự của Somerset, điều này được chứng minh trong cuộc chinh phục Scotland và cuộc chiến phòng thủ Boulogne-sur-Mer năm 1546. Ngay từ khi được bổ nhiệm Bảo Quốc công, ông luôn quan tâm đến cuộc chiến chống Scotland. Sau chiến thắng trong trận Pinkie Cleugh tháng 9 năm 1547, ông cho thiết lập một mạng lưới đồn trại kéo dài theo hướng bắc đến tận Dundee.
Tuy nhiên, những chiến thắng đến sớm khiến Somerset mất định hướng, mục tiêu thống nhất hai lãnh thổ bằng quân sự ngày càng trở nên thiếu hiện thực. Người Scotland liên minh với Pháp để được hỗ trợ trong nỗ lực phòng thủ Edinburg năm 1548, trong khi Mary, Nữ vương Scotland, được đưa đến Pháp để đính hôn với Vương tử Pháp. Chi phí duy trì đạo quân đông đảo và binh lính đồn trú ở Scotland trở thành gánh nặng cho ngân sách hoàng gia. Đến tháng 8 năm 1549, một cuộc tấn công của người Pháp nhắm vào Boulogne buộc Somermet phải rút quân khỏi Scotland.

### Những cuộc nổi dậy

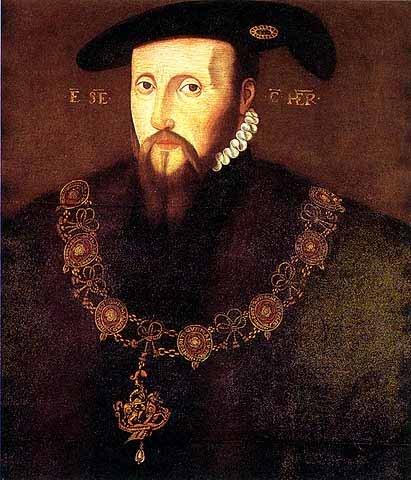
Edward Seymour, Công tước Somerset.

Từ tháng 4 năm 1549, khắp nước Anh bùng nổ những cuộc nổi dậy có vũ trang, khởi phát từ những bất bình về tôn giáo và nông nghiệp. Có hai cuộc nổi dậy nghiêm trọng nhất diễn ra ở Devon và Cornwall, và tại Norfolk buộc chính quyền phải đưa quân đội đến ổn định. Cuộc nổi dậy thứ nhất chống lại việc bắt buộc cử hành nghi lễ tôn giáo bằng tiếng Anh thay vì tiếng La-tinh. Cuộc nổi dậy thứ hai khởi phát từ sự chống đối các chủ đất lấn chiếm những cánh đồng cỏ chăn thả. Tính phức tạp của những bất ổn xã hội này là những người chống đối tin rằng họ đang hành xử quyền hợp pháp, với sự ủng hộ của Bảo Quốc công, để chống lại những chủ đất đang lấn chiếm những cánh đồng chăn thả, và họ cho rằng các chủ đất là những người vi phạm luật lệ.
Người dân tin rằng Công tước Sormeset có thiện cảm với những bất bình của họ một phần do những sắc lệnh do ông ban hành đôi khi có quan điểm tự do, đôi khi mâu thuẫn với nhau. Một số sắc lệnh bày tỏ sự đồng cảm với các nạn nhân của những vụ lấn chiếm và hứa hẹn sẽ có biện pháp, trong khi những sắc lệnh khác lên án những vụ hủy phá đất bị lấn chiếm, rồi lại có những sắc lệnh tuyên bố ân xá những người hành động vì lầm lẫn. Phần khác, do thái độ của các sứ giả được sai đến để điều tra về những than phiền về việc mất đất canh tác, và những vấn đề tương tự. Một đoàn điều tra của Somerset dưới quyền lãnh đạo của một nghị sĩ Tin Lành, John Hales, người thường nói về sự liên hệ giữa các vấn đề đất đai với quan điểm cải cách và với ý niệm về một nước Anh thịnh vượng trong nền đạo đức Cơ Đốc giáo.
Cư dân địa phương tin rằng các phát hiện của những đoàn điều tra khuyến khích họ hành động chống lại các chủ đất, "mục tiêu của họ không phải là lật đổ chính quyền, nhưng giúp chỉnh sửa các sai lầm của quan lại địa phương, và nhận diện đường lối cải tổ mà nước Anh nên theo đuổi". Bất kể người dân nghĩ gì về Công tước Somerset, những biến động tai hại năm 1549 được xem là chứng cứ vững chắc về sự thất bại của chính quyền. Hội đồng quy trách nhiệm cho Bảo Quốc công.

### Đảo chính
Một chuỗi các biến động dẫn đến việc Somerset mất quyền lực thường được xem là một cuộc đảo chính. Ngày 1 tháng 10 năm 1549, Somerset bị cảnh báo quyền cai trị của ông đang bị thách thức nghiêm trọng. Ông kêu gọi trợ giúp, và đưa nhà vua về trú ẩn ở Lâu đài Windsor kiên cố, ở đó Edward ghi lại, "Ta nghĩ mình đang bị cầm tù". Trong khi đó, Hội đồng công bố bản tường trình chi tiết về sự quản lý chính quyền tồi tệ của Somerset, với tuyên bố rõ ràng rằng quyền lực của Bảo Quốc công là do họ ủy nhiệm, không phải do di chúc của Henry VIII. Ngày 11 tháng 10, Hội đồng cho bắt giữ Somerset và rước nhà vua về Cung Richmond. Trong quyển Chronicle, Edward tóm tắt những cáo buộc dành cho Somerset, "tham vọng, khoác lác, tham chiến bừa bãi khi ta còn nhỏ tuổi, khinh suất trong việc phòng thủ Boulogne, biển thủ tài sản của ta, tự tiện, và lạm quyền,..v..v.." Tháng 2 năm 1550, John Dudley, Bá tước Warwick, xuất hiện như là nhà lãnh đạo Hội đồng, trong thực tế, ông thay thế vị trí của Somerset. Dù được thả khỏi Tháp Luân Đôn và được phục hồi vị trí trong Hội đồng, sau âm mưu lật đổ Dudley, Somerset bị xử tử trong tháng 2 năm 1552.
Trong khi một số sử gia đánh giá cao Somerset do nhiều sắc lệnh của ông ủng hộ người dân chống lại giai tầng chủ đất tham lam, những người khác xem ông là một nhà cai trị ngạo mạn và xa cách, thiếu kỹ năng quản lý và tầm nhìn chính trị.

### Northumberland

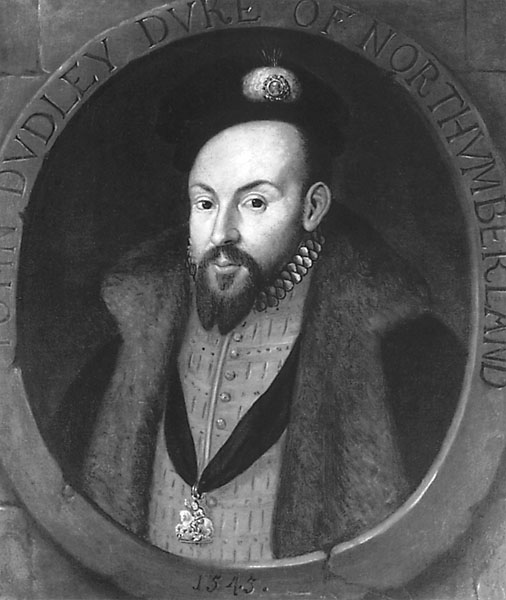
John Dudley, Bá tước Warwick, sau là Công tước Northumberland, cầm quyền sau khi Somerset thất sủng.

Trái với Somerset, John Dudley, Bá tước Warwick được tấn phong Công tước Northumberland năm 1551, từng có lúc bị các sử gia xem là kẻ hoạt đầu, tiến thân bằng cách luồn cúi, và bòn rút tiền của nhà vua để làm giàu cho bản thân. Song, từ thập niên 1970, người ta bắt đầu nhận ra những thành quả kinh tế và khả năng quản lý chính quyền của Northumberland, xem ông là người có công phục hồi thẩm quyền của Hội đồng, và ổn định tình thế sau những bất ổn trong thời Somerset.
Người cạnh tranh vị trí lãnh đạo của Bá tước Warwick là Thomas Wriothesley, Bá tước Southampton. Những người bảo thủ ủng hộ Wriothesley liên minh với nhóm của Dudley nhằm tạo ra một Hội đồng đồng thuận bởi vì họ, cùng với đại sứ của Hoàng đế Charles V của Đế quốc La Mã thánh, tìm kiếm cơ hội đảo ngược chính sách tôn giáo của Somerset. Tuy nhiên, Warwick, kỳ vọng vào quan điểm kiên định của Edward muốn tiến hành các cải cách theo thần học Kháng Cách, tuyên bố rằng nhà vua đủ tuổi nắm quyền, thúc đẩy dân chúng ủng hộ nhà vua, đồng thời nắm quyền kiểm soát Hội đồng Cơ mật. Paget, sau khi được phong tước Bá, nhận ra rằng theo đuổi chính sách bảo thủ cũng không thể khiến Charles V ủng hộ người Anh trong mặt trận Boulogne, bèn ngả theo Warwick. Southampton chuẩn bị vụ án xét xử Somerset nhằm giảm hạ uy tín của Warwick bởi vì Somerset khai rằng ông đã hành động với sự hợp tác của Warwick. Để phản công, Warwick thuyết phục Quốc hội phóng thích Somerset, điều này được thực hiện ngày 14 tháng 1 năm 1550. Sau khi trục xuất Southampton và phe nhóm của ông khỏi Hội đồng, Warwick được bổ nhiệm vào chức vụ Chủ tịch Hội đồng. Mặc dù không có danh hiệu Bảo Quốc công, ông là người lãnh đạo chính quyền.
Theo tuổi tác, Edward tạo lập khả năng hiểu biết các nguyên tắc vận hành chính quyền. Mặc dù mức độ tham gia của nhà vua trong các quyết định vẫn còn là vấn đề nhiều tranh cãi, các sử gia thế kỷ 20 đang cố "cân bằng giữa hình tượng một nhân vật bù nhìn có khả năng diễn đạt lưu loát với hình ảnh một quân vương khá trưởng thành, chín chắn, và thông minh trước tuổi", theo cách nói của Stephen Alford. Một định chế đặc biệt, Hội đồng Quốc gia, được thành lập khi Edward mười bốn tuổi, đích thân nhà vua chọn lựa các thành viên của Hội đồng. Trong các buổi họp hằng tuần của Hội đồng, Edward "lắng nghe những tranh luận về các vấn đề hệ trọng nhất". Trong Hội đồng Cơ mật, Edward gần gũi với William Cecil và William Petre, là những bộ trưởng quan trọng. Tuy nhiên, ảnh hưởng lớn nhất của Edward là ở các vấn đề tôn giáo, Hội đồng đã theo đuổi các chính sách Kháng Cách mạnh mẽ mà nhà vua ủng hộ.
Cung cách điều hành của Northumberland cũng khác với Somerset. Ông cẩn thận duy trì thế đa số tại Hội đồng, khuyến khích sự năng động và sử dụng Hội đồng để hợp thức hóa thẩm quyền của ông. Không có mối quan hệ huyết thống với nhà vua như Somerset, ông tìm cách đưa thêm thành viên gia đình mình vào hoàng tộc.
Warwick tỏ ra thực tiễn hơn Somerset trong việc thiết lập chính sách quốc phòng, vì vậy ông bị chỉ trích là yếu đuối. Năm 1550, ông ký hòa ước với Pháp để triệt thoái quân đội khỏi Boulogne, đồng thời rút quân đồn trú ở Scotland. Năm 1551, Edward hứa hôn với Elizabeth Valois, con gái của Vua Henry II của Pháp. Edward gởi tặng Elizabeth một viên kim cương được chọn từ bộ sưu tập của Catherin Parr. Trong thực tế, nhà vua nhận biết rằng nước Anh không đủ sức đáp ứng chi phí cho chiến tranh. Trong nước, Edward dùng lực lượng cảnh sát để ổn định tình hình, và để ngăn ngừa những cuộc nổi dậy, nhà vua cử các đại diện hoàng gia đến từng địa phương, họ có quyền trên quân đội và báo cáo thường xuyên về chính quyền trung ương.
Với sự cộng tác của William Paulet và Walter Mildmay, Warwick cố cứu vãn nền tài chính của vương quốc. Tuy nhiên, lúc đầu do nhắm vào lợi ích tức thời nên chính quyền quyết định hạ giá tiền đồng. Tình hình trở nên tồi tệ hơn khiến Warwick phải giao nhiều quyền hạn cho Thomas Gresham, một chuyên gia tài chính. Đến năm 1552, sự tín nhiệm dành cho tiền đồng được phục hồi, giá cả hạ giảm, và thương mại gia tăng. Mặc dù phải đến thời trị vì của Elizabeth, nền kinh tế mới phục hồi trọn vẹn, chính những khởi xướng trong thời Northumberland đã lập nền cho tiến trình này. Chính quyền cũng dẹp được nạn biển thủ tràn lan trong các hoạt động tài chính công, và tiến hành một cuộc khảo sát toàn diện hệ thống thuế lợi tức, điều này được xem là "một trong những thành tựu quan trọng của chính quyền Triều đại Tudor.

## Cải cách tôn giáo

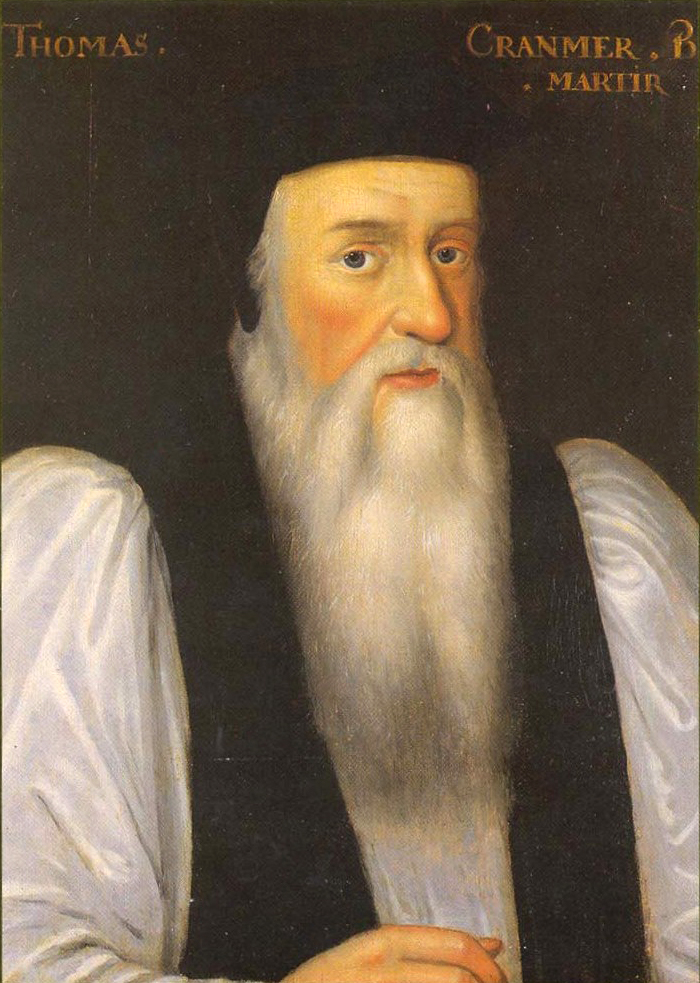
Thomas Cranmer, Tổng Giám mục Canterbury, người có nhiều ảnh hưởng trên cuộc cải cách tôn giáo của Edward VI.

Trong lĩnh vực tôn giáo, Northumberland có chung quan điểm với Somerset, tức là ủng hộ những cải cách đang được tiến hành ngày càng mạnh mẽ. Dù ảnh hưởng thực tế của Edward trên chính quyền là có giới hạn, quyết tâm của nhà vua đã khiến chương trình cải cách phải được xem là điều bắt buộc. Người được Edward tin tưởng nhất là Thomas Cranmer, Tổng Giám mục Canterbury. Ông đề xướng một loạt cải cách làm thay đổi giáo hội Anh, từ một giáo hội – dù đã bác bỏ quyền tối thượng của giáo hoàng – căn bản vẫn là Công giáo - trở thành một giáo hội Kháng Cách. Quyết sách thu hồi tài sản giáo hội bắt đầu từ thời Henry được duy trì dưới thời Edward.
Không ai có thể quả quyết về mức độ chân thật của Somerset và Northumberland trong niềm tin tôn giáo, nhưng không ai có thể nghi ngờ về lòng xác tín của Vua Edward – một số người cho là cuồng tín - đối với đức tin Kháng Cách. Mỗi ngày nhà vua đọc mười hai chương trong Kinh Thánh, và chăm chú suy ngẫm các bài giảng luận. Lúc còn sống và sau khi chết, Edward vẫn được xem như là một Josiah mới, một vị vua trong Kinh Thánh đã hủy phá các tượng thần Baal và kêu gọi dân chúng quay trở lại với Thiên Chúa. Đã có lần nhà vua nhờ Catherine Parr thuyết phục Mary ngưng tham dự những buổi khiêu vũ và vui chơi vì không phù hợp với một công chúa Cơ Đốc giáo. Trong những năm đầu đời, Edward thực hành các lễ nghi Công giáo như dự lễ misa, nhưng do ảnh hưởng của Cranmer và các giáo tập trong triều, nhà vua ngày càng tin quyết rằng đạo "thật" cần phải được xác lập trên bờ cõi nước Anh.
Được công nhận chính thức là các giáo lý cải cách như xưng nghĩa chỉ bởi đức tin (không bởi công đức), bánh và rượu được ban cho mọi người dự Tiệc Thánh (không phân biệt giữa mục sư và tín hữu). Bộ Chuẩn tắc năm 1550 ủy nhiệm các mục sư rao giảng Phúc âm và cử hành các thánh lễ, khác với trước đây họ có nhiệm vụ "dâng tế và ban lễ misa cho người sống và người chết". Đích thân Cranmer biên soạn quyển Giáo nghi bằng tiếng Anh, quy định các chi tiết trong lễ thờ phượng mỗi ngày, hằng tuần, và các dịp lễ tôn giáo. Sách Cầu nguyện chung năm 1549 với nội dung hòa giải lại bị tấn công từ mọi phía, bị những người chuộng truyền thống chê trách vì xem nhẹ phần nghi thức, bị những nhà cải cách than phiền về việc giữ lại quá nhiều yếu tố cũ, và bị chống đối bởi những tăng lữ Công giáo cao cấp như Stephen Gardiner, Giám mục Winchester, và Edmund Bonner, Giám mục Luân Đôn, cả hai đều bị giam giữ trong Tháp Luân Đôn, những người khác bị buộc phải rời nhiệm sở.
Sau năm 1551, cuộc Cải cách tiến xa hơn với sự hậu thuẫn tích cực của Edward. Nhà vua khởi sự hành xử ảnh hưởng cá nhân trong cương vị là nhà lãnh đạo tối cao của giáo hội. Thêm những cải cách như là sự đáp ứng với những yêu cầu của những nhà cải cách như John Hooper, Giám mục Gloucester, và John Knox, nhà lãnh đạo tôn giáo người Scotland, trong thời gian lánh nạn tại Anh được mời thuyết giảng tại Newcastle rồi được chọn làm tuyên úy cho hoàng gia. Cranmer chịu ảnh hưởng của nhà cải cách người Đức Martin Bucer, ông đến tị nạn ở Anh và từ trần tại đây năm 1551, cùng Peter Martyr, giảng dạy tại Oxford, và những nhà thần học khác. Tiến trình cải cách được thúc đẩy mạnh mẽ hơn qua việc chọn thêm những người có khuynh hướng cải cách để tấn phong Giám mục. Trong mùa đông năm 1551-52, Cranmer nhuận chính "Sách Cầu nguyện chung", và chuẩn bị cho bản tuyên tín "Bốn mươi hai tín điều", nhằm làm sáng tỏ thần học Cải cách. Cranmer bác bỏ giáo lý dạy rằng Thiên Chúa thực sự hiện diện trong bánh thánh và rượu thánh, do đó mà hủy bỏ lễ misa. Theo nhận định của Elton, việc ấn hành "Sách Cầu nguyện chung năm 1552" của Cranmer, cùng với sự ban hành Đạo luật Đồng nhất, "đã đánh dấu sự gia nhập cộng đồng Kháng Cách của Giáo hội Anh". Cho đến nay, "Sách Cầu nguyện chung năm 1552" vẫn là nền tảng cho giáo nghi Anh giáo.

## Khủng hoảng Kế vị

### Chúc thư

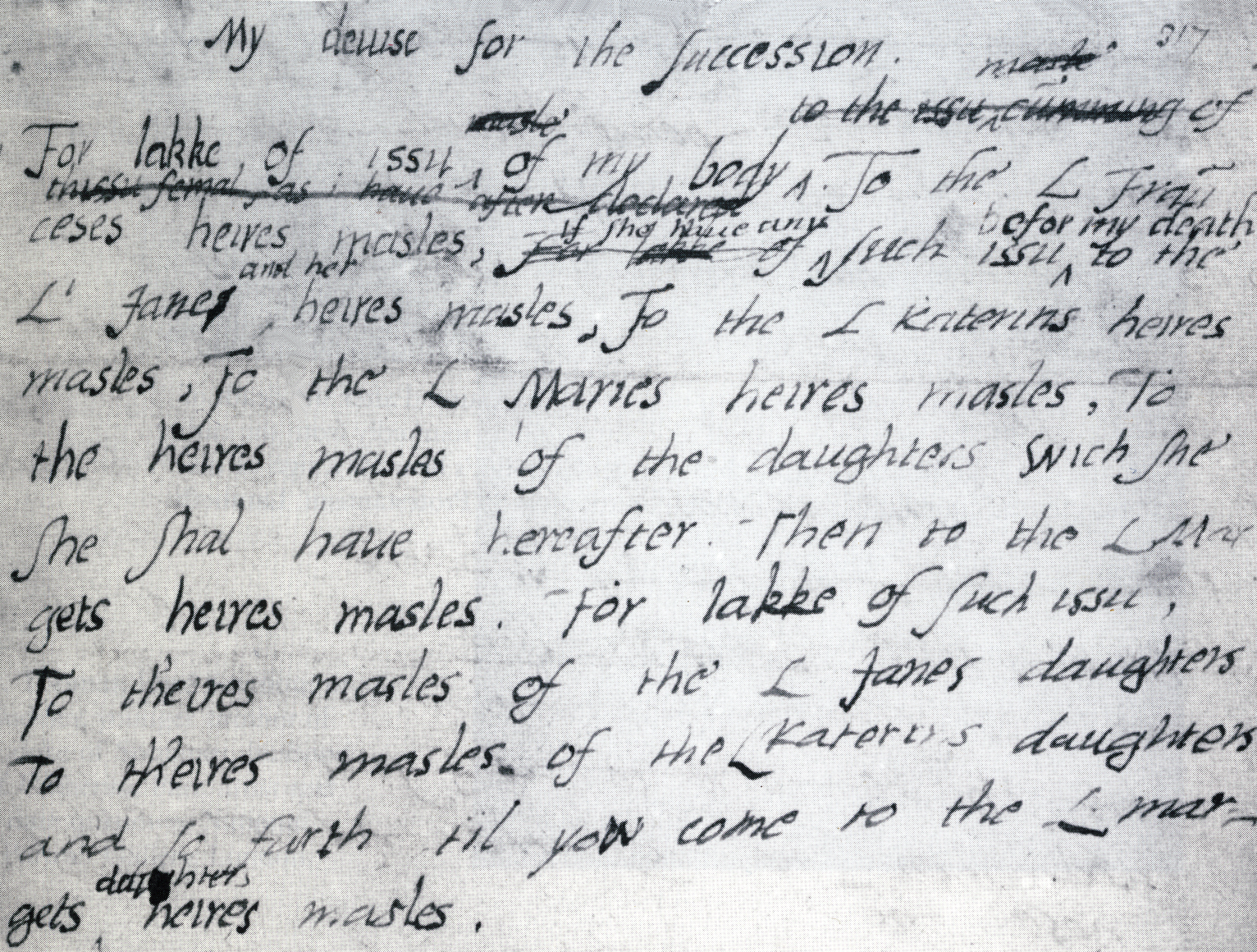
In his "devise for the succession", Edward passed over his sisters' claims to the throne in favour of Lady Jane Grey. In the fourth line, he altered "L Janes heires masles" to "L Jane and her heires masles"

Tháng 2 năm 1553, Edward lâm bệnh; và đến tháng 6, sau một vài lần chuyển biến tốt rồi lại tái phát thì bệnh tình của nhà vua trở nặng, rơi vào tình trạng vô vọng. Nếu nhà vua băng hà, Mary, người chị theo Công giáo của Edward, sẽ kế vị, và tiến trình cải cách tôn giáo tại Anh có nguy cơ bị đảo ngược. Edward cùng các thành viên trong Hội đồng có nhiều lý do để lo sợ điều này. Bản thân nhà vua chống lại việc Mary kế vị, nhưng lại không có thể nào loại quyền kế vị của Mary mà không làm thế đối với Elizabeth. Nhà vua thảo một văn kiện tựa đề "Chúc thư về kế vị", có lẽ học theo tiền lệ vua cha Henry của ông cũng nhiều lần thay đổi đạo luật Kế vị. Nhà vua tuyên bố truyền ngôi cho người cháu họ 16 tuổi, Lady Jane Grey, người đã thành hôn với Guildford Dudley, con trai thứ của Công tước Northumberland, vào ngày 25 tháng 5 năm 1553. Việc thay đổi quyền kế vị không phù hợp với Đạo luật Kế vị thứ ba năm 1543 do Henry VIII ban hành, vì vậy bị xem là không hợp lý.
Trong những tài liệu viết về Edward có trích dẫn rằng, trong trường hợp "trẫm có bề gì" thì ngôi vương sẽ chỉ truyền cho một trong số những người: người thừa kế nam hợp pháp nhà vua, người thừa kế nam của thân mẫu Lady Jane (đều không tồn tại), Jane hoặc chị em của cô. Khi cái chết của nhà vua ngày càng đến gần thì theo lời thuyết phục của Công tước Northumberland, ông sửa đổi nội dung của chúc thư này để Jane và chị em của Jane kế vị. Tuy nhiên Edward thừa nhận quyền thừa kế của Jane chỉ là một ngoại lệ hi hữu, theo yêu cầu của thực tế, ví dụ không được thực hiện theo nếu Jane và chị em của bà chỉ có con gái. Trong tuyên bố cuối cùng thì cả Mary và Elizabeth bị loại vì không hợp pháp dưới thời Henry và không bao giờ được tuyên bố hợp pháp một lần nữa. Những quyết sách nhằm cố tình thay đổi Đạo luật Kế vị thứ ba của vua Henry VIII năm 1543 được thuật lại là "kì lạ và vô lý".
Vào đầu tháng 6, Edward đích thân giám sát việc soạn thảo một văn bản chúc thư bởi các luật sư mà ông đã ký tên ở nhiều chỗ. Sau đó, ngày 15 tháng 6, ông triệu tập các đại thần cấp cao đến giường bệnh của mình, ra lệnh cho họ phải trung thành bằng "những ngôn từ rõ ràng và sắc mặt giận dữ" và công bố chúc thư và thông báo rằng ông sẽ sớm thông qua nó tại quốc hội. Hành động tiếp theo của ông là triệu tập một hội đồng và các luật sư ký tên trước sự hiện diện của ông; theo đó họ đã đồng ý một cách trung thực là làm theo ý muốn của Edward sau khi ông qua đời. Vài tháng sau đó, Edward Montagu nhớ lại rằng khi ông và các đồng nghiệp của ông đã phản đối chúc thư, Northumberland đã đe dọa họ: "run rẩy vì tức giận, và... cho biết thêm rằng ông sẽ chiến đấu với bất kỳ người nào dám chống lại. " Montagu cũng nghe được một nhóm các lãnh chúa đứng đằng sau ông kết luận "nếu họ từ chối làm điều đó, họ sẽ bị coi là kẻ phản bội".

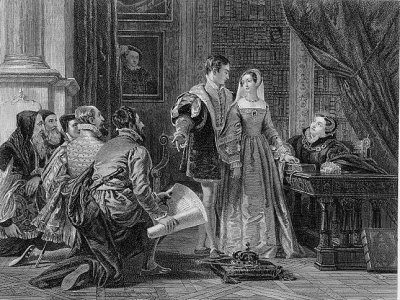
Lady Jane Grey trước lúc trao vương miện, tranh Charles Leslie, c. 1827.

Cuối cùng ngày 21 tháng 6, hơn hai trăm nhà quý tộc, gồm có thành viên hội đồng, tổng Giám mục, Giám mục, và cảnh sát trưởng ký tên; về sau nhiều người trong số họ nói rằng do bị Northumberland ép buộc, nhưng theo người viết tiểu sử Edward, Jennifer Loach, "chỉ có vài người trong số họ vào lúc ấy tỏ ra miễn cưỡng". Bấy giờ việc Edward sẽ băng hà là chuyện không còn nghi ngờ gì nữa, và các nhà ngoại giao nước ngoài nghi ngờ rằng một kế hoạch để ngăn cản Mary đang được tiến hành. Người Pháp thấy rằng nguy cơ một người họ hàng của hoàng đế Thánh chế La Mã trên ngai vàng Anh (Mary) là bất lợi cho họ và tham gia vào các cuộc đàm phán bí mật với Northumberland, tỏ ý hỗ trợ ông ta. Các nhà ngoại giao đã chắc chắn rằng đa số áp đảo của người Anh ủng hộ Mary, nhưng vẫn tin rằng Jane sẽ kế vị thành công.
Trong nhiều thế kỷ, người ta vẫn xem việc thay đổi quyền kế vị là âm mưu của một người, Công tước Northumberland. Song, kể từ thập niên 1970, nhiều sử gia cho rằng nhà vua là người đề xướng và kiên định theo đuổi kế hoạch. Diarmaid MacCulloch tin rằng đó là "giấc mơ của một quân vương trẻ tuổi muốn thành lập một lãnh thổ Tin Lành cho Chúa Cơ Đốc", trong khi David Starkey cho rằng "Edward có vài người cộng tác, nhưng ý chỉ chủ đạo là của nhà vua". Dù sao đi nữa, Edward vững tin rằng lời của ông là luật pháp, và ủng hộ việc truất quyền kế vị của người chị cùng cha khác mẹ của ông, "ngăn cản Mary lên ngôi là chính nghĩa mà nhà vua tin tưởng".

### Qua đời
Edward bắt đầu mắc bệnh vào tháng 1 năm 1553 với triệu chứng sốt cùng với ho và càng ngày càng trở nên tồi tệ hơn. Tuy nhiên, Edward cảm thấy dễ chịu vào đầu tháng 4 khi hít thở khí trời ở công viên Westminster và để di chuyển đến Greenwich, nhưng đến cuối tháng, sức khỏe nhà vua lại tiếp tục suy yếu. Ngày 7 tháng 5, bệnh tình của ngài "có phần hồi phục" và các ngự y của nhà vua không nghi ngờ gì đến việc sức khỏe của Đức vua bình phục. Vài ngày sau đó, nhà vua còn xem tàu thuyền qua lại trên sông Thames từ cửa sổ. Tuy vậy, căn bệnh của nhà vua lại tiếp tục tái phát. Ngày 11 tháng 6, Jean Scheyfve, sứ thần của Đế quốc La Mã thánh và là người đã thông tin cho Hoàng tộc, nói rằng "Thỉnh thoảng, ngài lại nôn ra thứ màu vàng lục và đen, đôi khi là màu hồng, giống như màu máu". Đến bây giờ, ngự y mới tin rằng ông bị một "khối u mưng mủ" trong phổi và phải thừa nhận rằng căn bệnh nan y này vào thời bấy giờ là căn bệnh vô phương cứu chữa. Ngay sau đó, đôi chân của ông sưng phù lên, ông phải nằm liệt trên giường. Ông thì thầm với Gia sư John Cheke của mình: "Ta thấy vui khi được chết".
Ngày 1 tháng 7, Edward xuất hiện trước công chúng lần chót tại cửa sổ Cung Greenwich, trông "ốm yếu và tàn tạ". Trong hai ngày kế tiếp những đám đông tụ tập với hi vọng thấy nhà vua lần nữa, nhưng đến ngày thứ ba, họ được bảo cho biết thời tiết quá lạnh nên nhà vua không thể gặp họ. Ngày 6 tháng 7 năm 1553, Edward băng hà ở tuổi 15 tại Cung Greenwich. Theo John Foxe, lời cuối cùng của nhà vua, "Con suy kiệt; Xin Chúa thương xót con, và tiếp nhận linh hồn con". Ngày 8 tháng 8 năm 1553, nhà vua được an táng tại Tu viện Westminster theo nghi lễ cải cách với Thomas Cranmer làm chủ lễ. "Những đứa trẻ mặc áo lễ dẫn đầu lễ tang", và người dân Luân Đôn đứng nhìn "khóc lóc và than thở"; trên xe tang phủ khăn vàng và ảnh Edward, vương trượng, và huy hiệu nhà vua. Đồng thời, Nữ vương Mary cũng tham gia vào nhóm quần chúng tiễn đưa Đức Vua về cõi vĩnh hằng.
Người ta vẫn không chắc chắn về nguyên nhân gây ra cái chết của Edward. Có nhiều đồn đại về khả năng nhà vua bị đầu độc, nhưng không có chứng cứ. Các phẫu gia mở lồng ngực thi thể Edward và nhận định "căn bệnh khiến bệ hạ băng hà là bệnh phổi". Sứ thần Venice báo cáo rằng Edward chết vì bệnh lao, và nhiều sử gia chấp nhận ý kiến này. Sử gia Skidmore cho rằng, Edward bị nhiễm lao sau khi mắc bệnh sởi và đậu mùa vào năm 1552, điều này đã khiến hệ miễn dịch bị ức chế. Loach lại đưa ra giả thuyết rằng thay vào đó là những triệu chứng điển hình của người mắc viêm phế quản cấp tính, dẫn đến nhiễm trùng phổi hay áp xe phổi, nhiễm trùng huyết, và suy thận.

### Nữ vương Jane và Nữ vương Mary

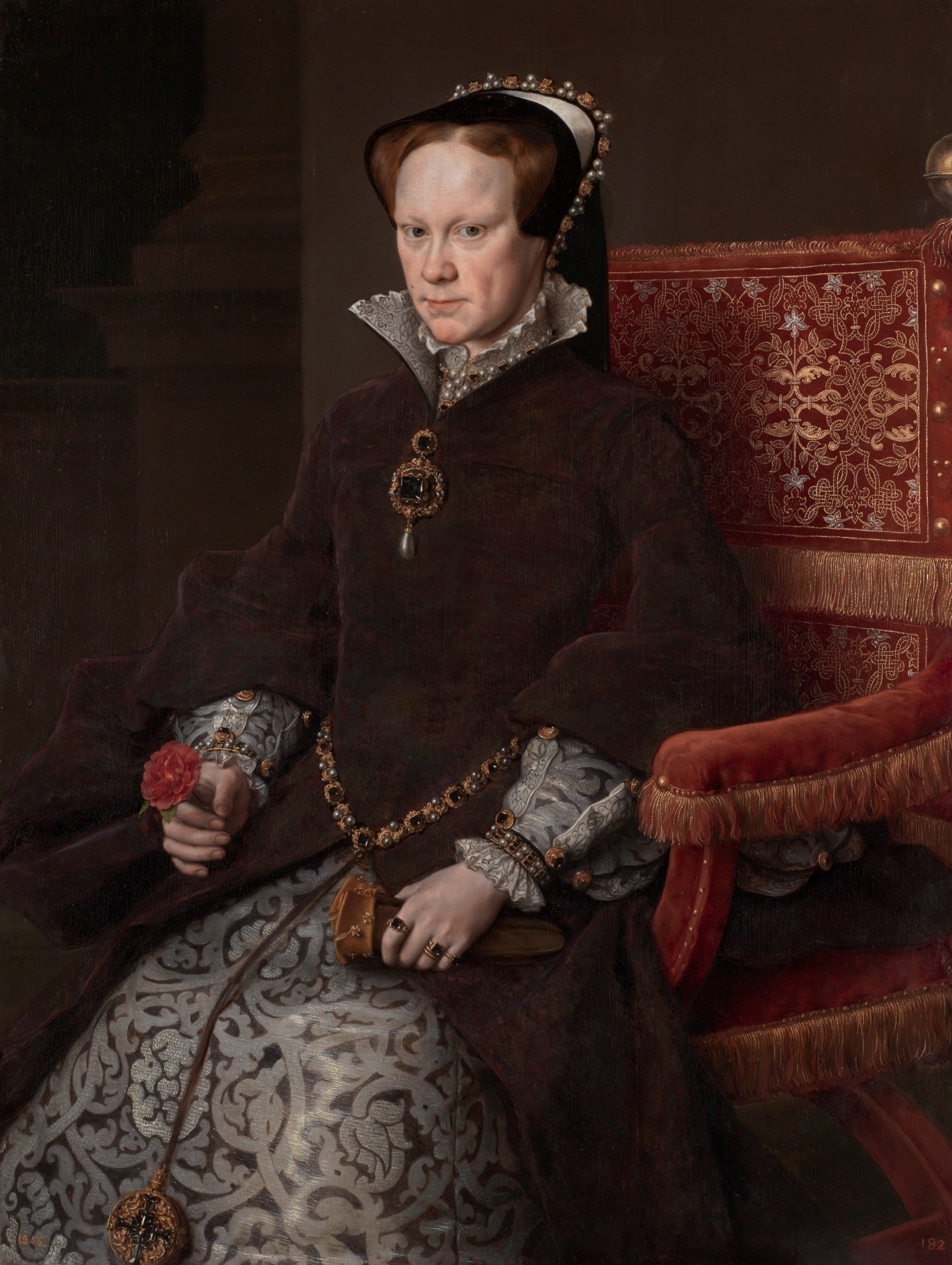
Nữ vương Mary I,
tranh vẽ bởi Antonis Mor vào năm 1554

Lady Mary, gặp Edward lần cuối hồi tháng 2, vẫn được báo tin về tình trạng sức khỏe của người em bởi Northumberland và qua mối quan hệ của bà với các sứ thần của Đế quốc La Mã thánh. Hoàng đế Karl V khuyên bà nên chấp nhận ngai vàng ngay cả với điều kiện không thay đổi tôn giáo. Biết Edward sắp chết, Mary rời tòa nhà Hunsdon gần Luân Đôn để đến lãnh địa của bà ở Norfolk, tại đây bà có thể huy động sự ủng hộ của nông dân trong vùng. Northumberland điều động tàu thuyền đến bờ biển Norfolk để ngăn bà trốn thoát cũng như đề phòng một cuộc xâm lăng từ lục địa. Ông trì hoãn việc công bố tin nhà vua băng hà, triệu tập lực lượng, và trong ngày 10 tháng 7, đón Jane Grey đến Tháp Luân Đôn.
Cũng trong ngày ấy, Jane Grey được tuyên xưng Nữ vương trong sự đàm tiếu và bất bình. Hội đồng Cơ mật nhận thông điệp từ Mary khẳng định "quyền và danh hiệu" để kế vị, và yêu cầu Hội đồng tuyên xưng bà là Nữ vương. Hội đồng đáp lại rằng Jane được tôn vương theo thẩm quyền của Edward, ngược lại, Mary chỉ là con ngoại hôn.
Tuy nhiên, ngay lúc ấy Northumberland nhận ra sai lầm của mình đã không tranh thủ sự ủng hộ của cá nhân Mary trước khi Edward băng hà. Dù nhiều người bảo thủ tụ tập quanh Mary với hi vọng đánh bại người Kháng Cách, nhiều người khác ủng hộ bà vì xem quyền kế vị hợp pháp là quan trọng hơn các dị biệt tôn giáo. Northumberland buộc phải từ bỏ ý định kiểm soát Hội đồng tại Luân Đôn đang trong tình trạng căng thẳng để thực hiện một cuộc truy đuổi Mary trong vùng East Anglia khi tin tức cho biết có nhiều người ủng hộ bà, trong đó có những nhà quý tộc và "các nhóm thường dân đông không đếm xuể". Ngày 14 tháng 7, Northumberland ra khỏi Luân Đôn với ba ngàn quân, hôm sau đến Cambridge. Ngày 19 tháng 7, lực lượng ủng hộ Mary tập hợp tại Lâu đài Framlingham ở Suffolk với gần hai mươi ngàn binh sĩ.
Lúc ấy Hội đồng Cơ mật cũng nhận ra rằng họ đã mắc sai lầm lớn. Ngày 19 tháng 1, dưới ảnh hưởng của Bá ước Arundel và Bá tước Pembroke, Hội đồng công khai tuyên bố Mary là Nữ vương, kết thúc chín ngày trị vì của Jane. Khắp Luân Đôn, dân chúng vui mừng hoan hỉ. Bị kẹt ở Cambridge, Northumberland cũng tuyên bố Mary là Nữ vương, sau khi nhận một bức thư từ Hội đồng. William Paget và Bá tước Arundel phi ngựa đến Framlingham để nài xin Mary dung thứ, rồi Arundel bắt giữ Northumberland ngày 24 tháng 7. Ngày 22 tháng 8, Northumberland bị chém đầu, sau khi chối bỏ đức tin Kháng Cách. Hành động này làm đau lòng Jane, con dâu của ông, người vẫn kiên định với niềm tin của mình. Ngày 12 tháng 2 năm 1554, Nữ vương thoái vị cũng bước lên đoạn đầu đài, sau khi cha cô, Henry Grey, Công tước Suffolk, dính líu đến vụ nổi loạn do Wyatt khởi xướng.

## Di sản

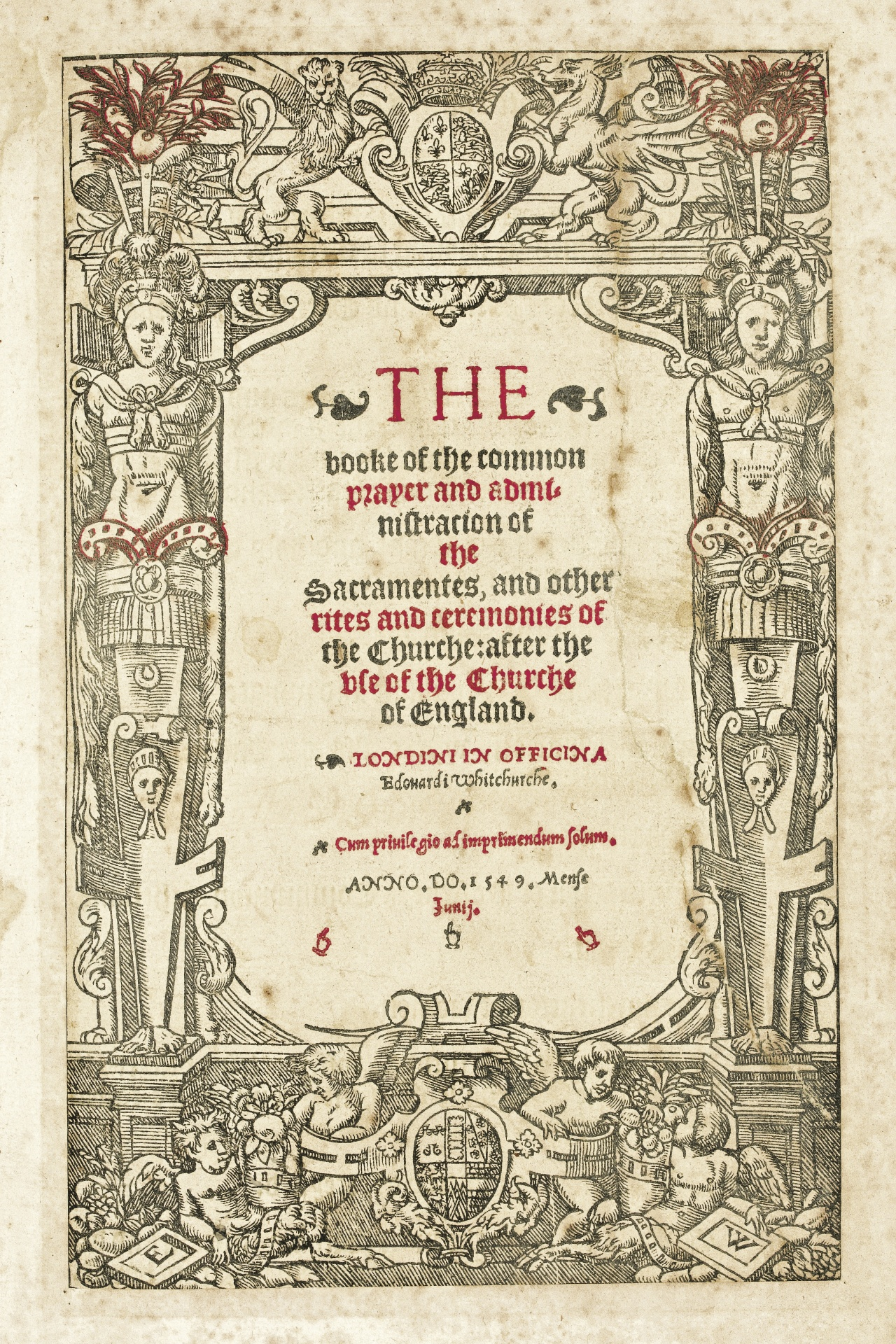
Sách Cầu nguyện chung năm 1549 của Thomas Cranmer.

Mặc dù trị vì chỉ sáu năm và qua đời lúc 15 tuổi, những nỗ lực của Edward có ảnh hưởng lâu dài trên cuộc cải cách tôn giáo tại Anh, và trên cấu trúc tổ chức của Giáo hội Anh. Trong thập niên cuối cùng của triều Henry VIII, cuộc cải cách không những bị chững lại mà còn có phần bị trì kéo trở lại các giá trị bảo thủ. Ngược lại, dưới triều Edward cuộc cải cách có những bước tiến triệt để. Trong sáu năm trị vì của Edward, Giáo hội chuyển đổi mạnh mẽ từ giáo nghi đến cơ cấu tổ chức căn bản vẫn là Công giáo Rô-ma để trở thành một giáo hội Kháng Cách. Các văn kiện như "Sách Cầu nguyện chung", "Bộ Chuẩn tắc năm 1550", và "Bốn mươi bốn Tín điều" của Cranmer đã định hình Giáo hội Anh cho đến ngày nay. Edward triệt để ủng hộ những thay đổi này. Mặc dù đây là thành quả của những nhà cải cách như Thomas Cranmer, Hugh Latimer, Nicholas Ridley, và được hậu thuẫn mạnh mẽ bởi Hội đồng theo khuynh hướng Tin Lành dưới triều Edward, chính yếu tố Kháng Cách là tôn giáo của nhà vua đã tác động tích cực đến sự phát triển của cuộc cải cách.
Nỗ lực của Nữ vương Mary nhằm đảo ngược cuộc cải cách của Edward đã gặp nhiều trở ngại. Mặc dù vẫn xác tín vào quyền tối thượng của Giáo hoàng, Mary phải chấp nhận vị trí hiến định là Lãnh tụ tối cao của Giáo hội Anh. Nữ vương cảm thấy hoàn toàn bất lực khi cố phục hồi lượng tài sản khổng lồ đã được chuyển giao hoặc bán cho các chủ đất tư nhân. Bất kể việc Nữ vương đưa lên giàn hỏa thiêu một số nhân vật Kháng Cách hàng đầu, nhiều nhà cải cách hoặc đào thoát ra nước ngoài hoặc ở lại trong nước và hoạt động chống lại Nữ vương, họ tích cực quảng bá tư tưởng cải cách mà bà không thể ngăn chặn. Tuy nhiên, lúc ấy giáo huấn Kháng Cách vẫn chưa "bắt rễ sâu trong lòng" người dân Anh, và nếu Mary sống đủ lâu, theo quan điểm của một số sử gia, có lẽ bà đã thành công trong nỗ lực tái lập đạo Công giáo.
Sau khi Mary băng hà năm 1558, cuộc cải cách tôn giáo tại Anh được phục hồi, hầu hết các biện pháp cải cách được định hình trong thời Edward lại được xác lập dưới triều Elizabeth. Nữ vương Elizabeth thay các Giám mục cũng như các thành viên Hội đồng của Mary bằng những người đã phục vụ dưới triều Edward như William Cecil, từng là thư ký của Northumberland, và Richard Cox, thầy dạy của Edward, người thuyết giảng năm 1559 trước Quốc hội bày tỏ lập trường chống Công giáo. Mùa xuân năm sau, Quốc hội thông qua Đạo luật Đồng nhất nhằm phục hồi, với một vài sửa đổi, "Sách Cầu nguyện chung năm 1552" của Cranmer cùng "Ba mươi chín Tín điều năm 1563", bản tuyên tín này lập nền trên bản "Bốn mươi hai Tín điều" của Cranmer. Những tiến triển trong lĩnh vực thần học dưới triều Edward cũng đã cung ứng nguồn tham khảo dồi dào cho chính sách tôn giáo dưới triều Elizabeth.

## Trong văn học nghệ thuật

### Văn chương
Edward VI là nhân vật chính trong cuốn tiểu thuyết The Prince and the Pauper của Mark Twain, thuật lại câu chuyện trao đổi vị trí giữa vị Vương tử nhỏ với cậu bé nghèo tên Tom Canty, người có ngoại hình giống hệt Edward, đã dẫn hai cậu bé vào những tình huống khó xử. Cuối cùng, một nhà quý tộc, Sir Miles Hendon, giải cứu họ.
Trong cuốn tiểu thuyết Timeless Love của Judith O’Brien, nhân vật chính, Samantha, trở về quá khứ và gặp gỡ Edward VI. Những nhân vật khác trong cuốn sách có Công nương Jane Grey, Công tước Northumberland, "Công chúa" Elizabeth và Barnaby Fitzpatrick.

### Điện ảnh
Các diễn viên từng thủ vai Edward trong điện ảnh, chủ yếu là các phiên bản của phim The Prince and the Pauper:
- Marguerite Clark trong The Prince and the Pauper (1915)
- Tibi Lubinsky trong phim câm của Áo Prinz und Bettelknabe (1920), một phiên bản của The Prince and the Pauper
- Forbes Dawson trong phim câm của Anh Lady Jane Grey; hoặc, The Court of Intrigue (1923)
- Desmond Tester trong Tudor Rose (1936), về Lady Jane Grey
- Billy and Bobby Mauch trong The Prince and the Pauper (1937)
- Mariya Barabanova trong Prints i nishchiy (1943), một phiên bản điện ảnh Nga của The Prince and the Pauper
- Rex Thompson trong Young Bess (1953), về tuổi thơ của Elizabeth I, và The Prince and the Pauper (1957)
- Kenny Morse trong The Adventures of the Prince and the Pauper (1969)
- Mark Lester trong Crossed Swords (1977), một phóng tác từ The Prince and the Pauper
- Warren Saire trong Lady Jane (1986), về Lady Jane Grey
- Cole và Dylan Sprouse trong A Modern Twain Story: The Prince and the Pauper (2007)

### Truyền hình
Các diễn viên từng xuất hiện trên màn ảnh nhỏ trong vai Edward, cũng trong các phiên bản của The Prince and the Pauper:
- Sean Scully trong The Prince and the Pauper (1962), trong bộ phim nhiều tập Disneyland
- Jason Kemp trong bộ phim Elizabeth R (1971) của BBC.
- Kadu Moliterno trong O Príncipe E o Mendigo (1972), một phóng tác của truyền hình Brazil từ The Prince and the Pauper
- Nicholas Lyndhurst trong The Prince and the Pauper (1976), một phóng tác trên đài BBC của Richard Harris
- Philip Sarson trong The Prince and the Pauper (1996) của Anh
- Jonathan Timmins trong The Prince and the Pauper (2000)
- Hugh Mitchell trong Granada Television bộ phim Henry VIII (2003), với Ray Winstone trong vai Henry
- Eoin Murtagh và Jake Hathaway trong The Tudors (2007-2010), với Jonathan Rhys Meyers trong vai Henry VIII
- Oliver Zetterström trong Becoming Elizabeth (2022)

## Phổ hệ
| \| \| \| \| \| \| \| \| \| \| \| \| \| \| \| \| \| \| \| \| 16. Owen Tudor \| \| \| \| \| \| \| \| \| \| \| \| \| \| \| \| \| \| \| \| \| \| \| \| \| \| \| \| \| \| \| \| \| \| \| \| \| \| \| \| \| \| \| \| \| \| \| \| \| \| \| \| \| \| 8. Edmund Tudor, Bá tước Richmond \| \| \| \| \| \| \| \| \| \| \| \| \| \| \| \| \| \| \| \| \| \| \| \| \| \| \| \| \| \| \| \| \| \| \| \| \| \| \| \| \| \| \| \| \| \| \| \| \| \| \| \| \| \| 17. Catherine của Pháp \| \| \| \| \| \| \| \| \| \| \| \| \| \| \| \| \| \| \| \| \| \| \| \| \| \| \| \| \| \| \| \| \| \| \| \| \| \| \| \| \| \| \| \| \| \| \| \| \| \| \| \| \| \| 4. Henry VII của Anh \| \| \| \| \| \| \| \| \| \| \| \| \| \| \| \| \| \| \| \| \| \| \| \| \| \| \| \| \| \| \| \| \| \| \| \| \| \| \| \| \| \| \| \| \| \| \| \| \| \| \| \| \| \| 18. John Beaufort, Công tước Somerset \| \| \| \| \| \| \| \| \| \| \| \| \| \| \| \| \| \| \| \| \| \| \| \| \| \| \| \| \| \| \| \| \| \| \| \| \| \| \| \| \| \| \| \| \| \| \| \| \| \| \| \| \| \| 9. Margaret Beaufort \| \| \| \| \| \| \| \| \| \| \| \| \| \| \| \| \| \| \| \| \| \| \| \| \| \| \| \| \| \| \| \| \| \| \| \| \| \| \| \| \| \| \| \| \| \| \| \| \| \| \| \| \| \| 19. Margaret Beauchamp of Bletso \| \| \| \| \| \| \| \| \| \| \| \| \| \| \| \| \| \| \| \| \| \| \| \| \| \| \| \| \| \| \| \| \| \| \| \| \| \| \| \| \| \| \| \| \| \| \| \| \| \| \| \| \| \| 2. Henry VIII của Anh \| \| \| \| \| \| \| \| \| \| \| \| \| \| \| \| \| \| \| \| \| \| \| \| \| \| \| \| \| \| \| \| \| \| \| \| \| \| \| \| \| \| \| \| \| \| \| \| \| \| \| \| \| \| 20. Richard Plantagenet, Công tước thứ 3 xứ York \| \| \| \| \| \| \| \| \| \| \| \| \| \| \| \| \| \| \| \| \| \| \| \| \| \| \| \| \| \| \| \| \| \| \| \| \| \| \| \| \| \| \| \| \| \| \| \| \| \| \| \| \| \| 10. Edward IV của Anh \| \| \| \| \| \| \| \| \| \| \| \| \| \| \| \| \| \| \| \| \| \| \| \| \| \| \| \| \| \| \| \| \| \| \| \| \| \| \| \| \| \| \| \| \| \| \| \| \| \| \| \| \| \| 21. Cecily Neville \| \| \| \| \| \| \| \| \| \| \| \| \| \| \| \| \| \| \| \| \| \| \| \| \| \| \| \| \| \| \| \| \| \| \| \| \| \| \| \| \| \| \| \| \| \| \| \| \| \| \| \| \| \| 5. Elizabeth xứ York \| \| \| \| \| \| \| \| \| \| \| \| \| \| \| \| \| \| \| \| \| \| \| \| \| \| \| \| \| \| \| \| \| \| \| \| \| \| \| \| \| \| \| \| \| \| \| \| \| \| \| \| \| \| 22. Richard Woodville, Bá tước Rivers \| \| \| \| \| \| \| \| \| \| \| \| \| \| \| \| \| \| \| \| \| \| \| \| \| \| \| \| \| \| \| \| \| \| \| \| \| \| \| \| \| \| \| \| \| \| \| \| \| \| \| \| \| \| 11. Elizabeth Woodville \| \| \| \| \| \| \| \| \| \| \| \| \| \| \| \| \| \| \| \| \| \| \| \| \| \| \| \| \| \| \| \| \| \| \| \| \| \| \| \| \| \| \| \| \| \| \| \| \| \| \| \| \| \| 23. Jacquetta of Luxembourg \| \| \| \| \| \| \| \| \| \| \| \| \| \| \| \| \| \| \| \| \| \| \| \| \| \| \| \| \| \| \| \| \| \| \| \| \| \| \| \| \| \| \| \| \| \| \| \| \| \| \| \| \| \| 1. Edward VI của Anh \| \| \| \| \| \| \| \| \| \| \| \| \| \| \| \| \| \| \| \| \| \| \| \| \| \| \| \| \| \| \| \| \| \| \| \| \| \| \| \| \| \| \| \| \| \| \| \| \| \| \| \| \| \| 24. John Seymour \| \| \| \| \| \| \| \| \| \| \| \| \| \| \| \| \| \| \| \| \| \| \| \| \| \| \| \| \| \| \| \| \| \| \| \| \| \| \| \| \| \| \| \| \| \| \| \| \| \| \| \| \| \| 12. John Seymour \| \| \| \| \| \| \| \| \| \| \| \| \| \| \| \| \| \| \| \| \| \| \| \| \| \| \| \| \| \| \| \| \| \| \| \| \| \| \| \| \| \| \| \| \| \| \| \| \| \| \| \| \| \| 25. Elizabeth Coker \| \| \| \| \| \| \| \| \| \| \| \| \| \| \| \| \| \| \| \| \| \| \| \| \| \| \| \| \| \| \| \| \| \| \| \| \| \| \| \| \| \| \| \| \| \| \| \| \| \| \| \| \| \| 6. Sir John Seymour \| \| \| \| \| \| \| \| \| \| \| \| \| \| \| \| \| \| \| \| \| \| \| \| \| \| \| \| \| \| \| \| \| \| \| \| \| \| \| \| \| \| \| \| \| \| \| \| \| \| \| \| \| \| 26. George Darell \| \| \| \| \| \| \| \| \| \| \| \| \| \| \| \| \| \| \| \| \| \| \| \| \| \| \| \| \| \| \| \| \| \| \| \| \| \| \| \| \| \| \| \| \| \| \| \| \| \| \| \| \| \| 13. Elizabeth Darrell \| \| \| \| \| \| \| \| \| \| \| \| \| \| \| \| \| \| \| \| \| \| \| \| \| \| \| \| \| \| \| \| \| \| \| \| \| \| \| \| \| \| \| \| \| \| \| \| \| \| \| \| \| \| 27. Margaret Stourton \| \| \| \| \| \| \| \| \| \| \| \| \| \| \| \| \| \| \| \| \| \| \| \| \| \| \| \| \| \| \| \| \| \| \| \| \| \| \| \| \| \| \| \| \| \| \| \| \| \| \| \| \| \| 3. Jane Seymour \| \| \| \| \| \| \| \| \| \| \| \| \| \| \| \| \| \| \| \| \| \| \| \| \| \| \| \| \| \| \| \| \| \| \| \| \| \| \| \| \| \| \| \| \| \| \| \| \| \| \| \| \| \| 28. Philip Wentworth \| \| \| \| \| \| \| \| \| \| \| \| \| \| \| \| \| \| \| \| \| \| \| \| \| \| \| \| \| \| \| \| \| \| \| \| \| \| \| \| \| \| \| \| \| \| \| \| \| \| \| \| \| \| 14. Henry Wentworth \| \| \| \| \| \| \| \| \| \| \| \| \| \| \| \| \| \| \| \| \| \| \| \| \| \| \| \| \| \| \| \| \| \| \| \| \| \| \| \| \| \| \| \| \| \| \| \| \| \| \| \| \| \| 29. Mary Clifford \| \| \| \| \| \| \| \| \| \| \| \| \| \| \| \| \| \| \| \| \| \| \| \| \| \| \| \| \| \| \| \| \| \| \| \| \| \| \| \| \| \| \| \| \| \| \| \| \| \| \| \| \| \| 7. Margery Wentworth \| \| \| \| \| \| \| \| \| \| \| \| \| \| \| \| \| \| \| \| \| \| \| \| \| \| \| \| \| \| \| \| \| \| \| \| \| \| \| \| \| \| \| \| \| \| \| \| \| \| \| \| \| \| 30. John Say \| \| \| \| \| \| \| \| \| \| \| \| \| \| \| \| \| \| \| \| \| \| \| \| \| \| \| \| \| \| \| \| \| \| \| \| \| \| \| \| \| \| \| \| \| \| \| \| \| \| \| \| \| \| 15. Ann Say \| \| \| \| \| \| \| \| \| \| \| \| \| \| \| \| \| \| \| \| \| \| \| \| \| \| \| \| \| \| \| \| \| \| \| \| \| \| \| \| \| \| \| \| \| \| \| \| \| \| \| \| \| \| 31. Elizabeth Cheney \| \| \| \| \| \| \| \| \| \| \| \| \| \| \| \| \| \| \| \| \| \| \| \| \| \| \| \| \| \| \| \| \| \| \| \| \| \| \| \| \| \| \| \| \| \| \| \| \| \| \| \| |                                                  |  |  |  |  |  |  |  |  |  |  |  |  |  |  |  |
| |                                                  |  |  |  |  |  |  |  |  |  |  |  |  |  |  |  |
| | 16. Owen Tudor                                   |  |  |  |  |  |  |  |  |  |  |  |  |  |  |  |
| |                                                  |  |  |  |  |  |  |  |  |  |  |  |  |  |  |  |
| |                                                  |  |  |  |  |  |  |  |  |  |  |  |  |  |  |  |
| | 8. Edmund Tudor, Bá tước Richmond                |  |  |  |  |  |  |  |  |  |  |  |  |  |  |  |
| |                                                  |  |  |  |  |  |  |  |  |  |  |  |  |  |  |  |
| |                                                  |  |  |  |  |  |  |  |  |  |  |  |  |  |  |  |
| | 17. Catherine của Pháp                           |  |  |  |  |  |  |  |  |  |  |  |  |  |  |  |
| |                                                  |  |  |  |  |  |  |  |  |  |  |  |  |  |  |  |
| |                                                  |  |  |  |  |  |  |  |  |  |  |  |  |  |  |  |
| | 4. Henry VII của Anh                             |  |  |  |  |  |  |  |  |  |  |  |  |  |  |  |
| |                                                  |  |  |  |  |  |  |  |  |  |  |  |  |  |  |  |
| |                                                  |  |  |  |  |  |  |  |  |  |  |  |  |  |  |  |
| | 18. John Beaufort, Công tước Somerset            |  |  |  |  |  |  |  |  |  |  |  |  |  |  |  |
| |                                                  |  |  |  |  |  |  |  |  |  |  |  |  |  |  |  |
| |                                                  |  |  |  |  |  |  |  |  |  |  |  |  |  |  |  |
| | 9. Margaret Beaufort                             |  |  |  |  |  |  |  |  |  |  |  |  |  |  |  |
| |                                                  |  |  |  |  |  |  |  |  |  |  |  |  |  |  |  |
| |                                                  |  |  |  |  |  |  |  |  |  |  |  |  |  |  |  |
| | 19. Margaret Beauchamp of Bletso                 |  |  |  |  |  |  |  |  |  |  |  |  |  |  |  |
| |                                                  |  |  |  |  |  |  |  |  |  |  |  |  |  |  |  |
| |                                                  |  |  |  |  |  |  |  |  |  |  |  |  |  |  |  |
| | 2. Henry VIII của Anh                            |  |  |  |  |  |  |  |  |  |  |  |  |  |  |  |
| |                                                  |  |  |  |  |  |  |  |  |  |  |  |  |  |  |  |
| |                                                  |  |  |  |  |  |  |  |  |  |  |  |  |  |  |  |
| | 20. Richard Plantagenet, Công tước thứ 3 xứ York |  |  |  |  |  |  |  |  |  |  |  |  |  |  |  |
| |                                                  |  |  |  |  |  |  |  |  |  |  |  |  |  |  |  |
| |                                                  |  |  |  |  |  |  |  |  |  |  |  |  |  |  |  |
| | 10. Edward IV của Anh                            |  |  |  |  |  |  |  |  |  |  |  |  |  |  |  |
| |                                                  |  |  |  |  |  |  |  |  |  |  |  |  |  |  |  |
| |                                                  |  |  |  |  |  |  |  |  |  |  |  |  |  |  |  |
| | 21. Cecily Neville                               |  |  |  |  |  |  |  |  |  |  |  |  |  |  |  |
| |                                                  |  |  |  |  |  |  |  |  |  |  |  |  |  |  |  |
| |                                                  |  |  |  |  |  |  |  |  |  |  |  |  |  |  |  |
| | 5. Elizabeth xứ York                             |  |  |  |  |  |  |  |  |  |  |  |  |  |  |  |
| |                                                  |  |  |  |  |  |  |  |  |  |  |  |  |  |  |  |
| |                                                  |  |  |  |  |  |  |  |  |  |  |  |  |  |  |  |
| | 22. Richard Woodville, Bá tước Rivers            |  |  |  |  |  |  |  |  |  |  |  |  |  |  |  |
| |                                                  |  |  |  |  |  |  |  |  |  |  |  |  |  |  |  |
| |                                                  |  |  |  |  |  |  |  |  |  |  |  |  |  |  |  |
| | 11. Elizabeth Woodville                          |  |  |  |  |  |  |  |  |  |  |  |  |  |  |  |
| |                                                  |  |  |  |  |  |  |  |  |  |  |  |  |  |  |  |
| |                                                  |  |  |  |  |  |  |  |  |  |  |  |  |  |  |  |
| | 23. Jacquetta of Luxembourg                      |  |  |  |  |  |  |  |  |  |  |  |  |  |  |  |
| |                                                  |  |  |  |  |  |  |  |  |  |  |  |  |  |  |  |
| |                                                  |  |  |  |  |  |  |  |  |  |  |  |  |  |  |  |
| | 1. Edward VI của Anh                             |  |  |  |  |  |  |  |  |  |  |  |  |  |  |  |
| |                                                  |  |  |  |  |  |  |  |  |  |  |  |  |  |  |  |
| |                                                  |  |  |  |  |  |  |  |  |  |  |  |  |  |  |  |
| | 24. John Seymour                                 |  |  |  |  |  |  |  |  |  |  |  |  |  |  |  |
| |                                                  |  |  |  |  |  |  |  |  |  |  |  |  |  |  |  |
| |                                                  |  |  |  |  |  |  |  |  |  |  |  |  |  |  |  |
| | 12. John Seymour                                 |  |  |  |  |  |  |  |  |  |  |  |  |  |  |  |
| |                                                  |  |  |  |  |  |  |  |  |  |  |  |  |  |  |  |
| |                                                  |  |  |  |  |  |  |  |  |  |  |  |  |  |  |  |
| | 25. Elizabeth Coker                              |  |  |  |  |  |  |  |  |  |  |  |  |  |  |  |
| |                                                  |  |  |  |  |  |  |  |  |  |  |  |  |  |  |  |
| |                                                  |  |  |  |  |  |  |  |  |  |  |  |  |  |  |  |
| | 6. Sir John Seymour                              |  |  |  |  |  |  |  |  |  |  |  |  |  |  |  |
| |                                                  |  |  |  |  |  |  |  |  |  |  |  |  |  |  |  |
| |                                                  |  |  |  |  |  |  |  |  |  |  |  |  |  |  |  |
| | 26. George Darell                                |  |  |  |  |  |  |  |  |  |  |  |  |  |  |  |
| |                                                  |  |  |  |  |  |  |  |  |  |  |  |  |  |  |  |
| |                                                  |  |  |  |  |  |  |  |  |  |  |  |  |  |  |  |
| | 13. Elizabeth Darrell                            |  |  |  |  |  |  |  |  |  |  |  |  |  |  |  |
| |                                                  |  |  |  |  |  |  |  |  |  |  |  |  |  |  |  |
| |                                                  |  |  |  |  |  |  |  |  |  |  |  |  |  |  |  |
| | 27. Margaret Stourton                            |  |  |  |  |  |  |  |  |  |  |  |  |  |  |  |
| |                                                  |  |  |  |  |  |  |  |  |  |  |  |  |  |  |  |
| |                                                  |  |  |  |  |  |  |  |  |  |  |  |  |  |  |  |
| | 3. Jane Seymour                                  |  |  |  |  |  |  |  |  |  |  |  |  |  |  |  |
| |                                                  |  |  |  |  |  |  |  |  |  |  |  |  |  |  |  |
| |                                                  |  |  |  |  |  |  |  |  |  |  |  |  |  |  |  |
| | 28. Philip Wentworth                             |  |  |  |  |  |  |  |  |  |  |  |  |  |  |  |
| |                                                  |  |  |  |  |  |  |  |  |  |  |  |  |  |  |  |
| |                                                  |  |  |  |  |  |  |  |  |  |  |  |  |  |  |  |
| | 14. Henry Wentworth                              |  |  |  |  |  |  |  |  |  |  |  |  |  |  |  |
| |                                                  |  |  |  |  |  |  |  |  |  |  |  |  |  |  |  |
| |                                                  |  |  |  |  |  |  |  |  |  |  |  |  |  |  |  |
| | 29. Mary Clifford                                |  |  |  |  |  |  |  |  |  |  |  |  |  |  |  |
| |                                                  |  |  |  |  |  |  |  |  |  |  |  |  |  |  |  |
| |                                                  |  |  |  |  |  |  |  |  |  |  |  |  |  |  |  |
| | 7. Margery Wentworth                             |  |  |  |  |  |  |  |  |  |  |  |  |  |  |  |
| |                                                  |  |  |  |  |  |  |  |  |  |  |  |  |  |  |  |
| |                                                  |  |  |  |  |  |  |  |  |  |  |  |  |  |  |  |
| | 30. John Say                                     |  |  |  |  |  |  |  |  |  |  |  |  |  |  |  |
| |                                                  |  |  |  |  |  |  |  |  |  |  |  |  |  |  |  |
| |                                                  |  |  |  |  |  |  |  |  |  |  |  |  |  |  |  |
| | 15. Ann Say                                      |  |  |  |  |  |  |  |  |  |  |  |  |  |  |  |
| |                                                  |  |  |  |  |  |  |  |  |  |  |  |  |  |  |  |
| |                                                  |  |  |  |  |  |  |  |  |  |  |  |  |  |  |  |
| | 31. Elizabeth Cheney                             |  |  |  |  |  |  |  |  |  |  |  |  |  |  |  |
| |                                                  |  |  |  |  |  |  |  |  |  |  |  |  |  |  |  |
| |                                                  |  |  |  |  |  |  |  |  |  |  |  |  |  |  |  |